# Letnița, Sofia
Letnița (în bulgară Летница) este un sat în comuna Dragoman, regiunea Sofia,  Bulgaria. 

## Demografie
Componența etnică a satului Letnița
     Bulgari (61,11%)
     Nicio identificare (38,88%)
     Altele (0%)
La recensământul din 2011, populația satului Letnița era de 18 locuitori. Din punct de vedere etnic, majoritatea locuitorilor (61,11%) erau bulgari. Pentru 38,88% din locuitori nu este cunoscută apartenența etnică.